# Matilda-öböl
Koordináták: d. sz. 31° 58′ 50″, k. h. 115° 49′ 26″31.980556°S 115.823889°E

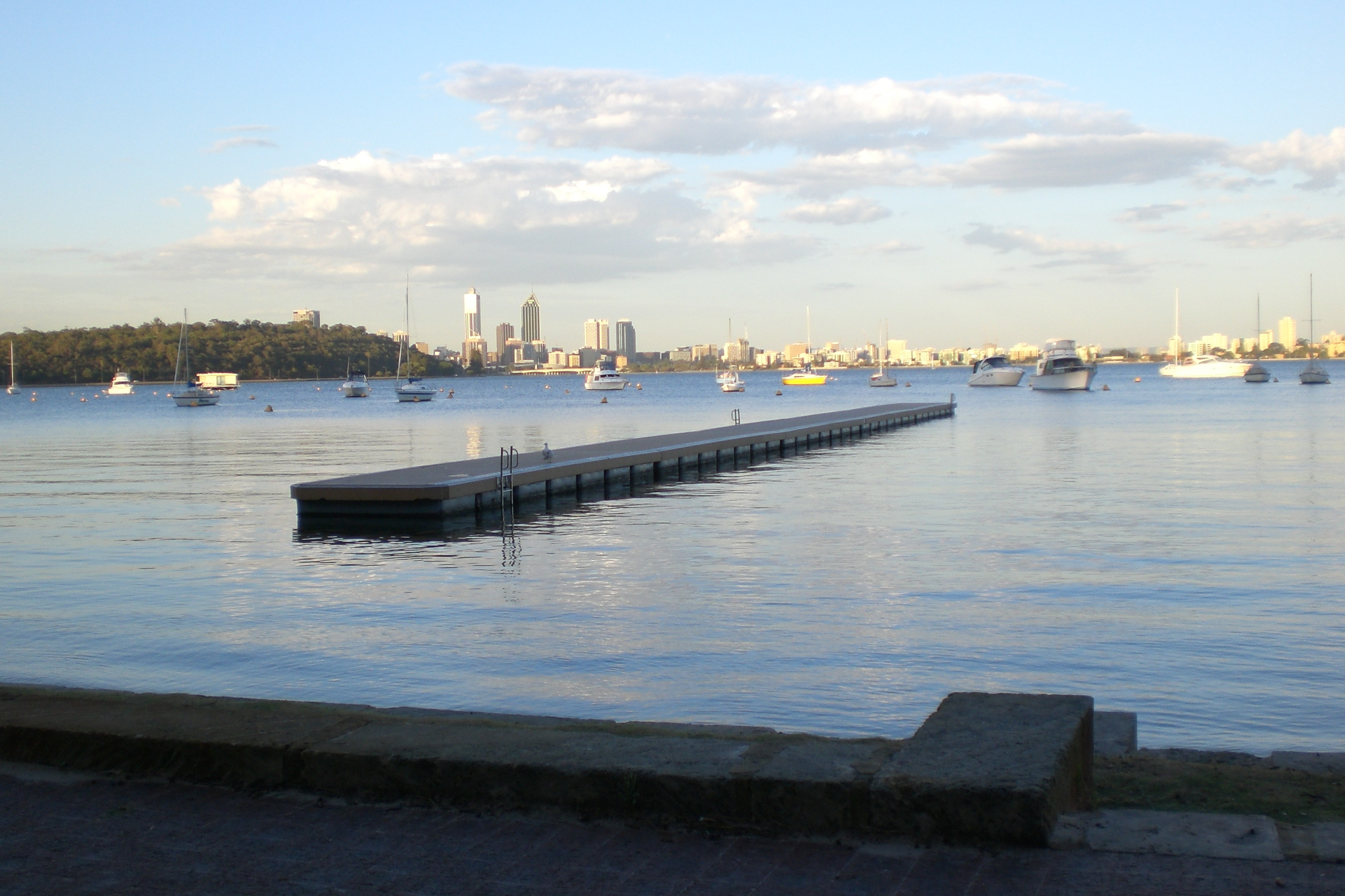
Kitekintés a Matilda-öbölből Perth felé

A Matilda-öböl (angolul Matilda Bay, korábbi nevén Crawley-öböl, Sutherland's-öböl vagy Eliza-öböl) a Swan-folyó egyik természetes öble, mely a nyugat-ausztráliai Perth Crawley városrészét határolja. Az öböl a Pelican Point és a Mounts Bay Road között, illetve a Kings Park alatt húzódik.
Közvetlenül az öböllel szemben található a Nyugat-Ausztráliai Egyetem (UWA). A Matilda-öböl további nevezetességei közé tartozik a Matilda-öböl azonos nevű étterme, a Pelican Point Sea Scouts elnevezésű cserkészcsapatának a központja, valamint a Royal Perth és a Mounts Bay jachtklubok.
A korábbi crawley-i strand területén jól ismert bronzszobor látható: Eliza közvetlenül a Mounts Bay Road mellett, a part közelében áll, és egy vízbe ugrani készülő női alakot ábrázol.
A Matilda-öböl természetvédelmi terület parkosított pihenőövezet a Hackett Drive és a folyó között. Ennek része a védett Pelican Point, ami vándormadarak fontos költőhelye.
A Matilda-öblöt feltehetőleg Nyugat-Ausztrália első, brit kormányzati megbízással működő földmérője, John Septimus Roe feleségéről nevezték el (leánykori nevén Matilda Bennett).

## Történelem

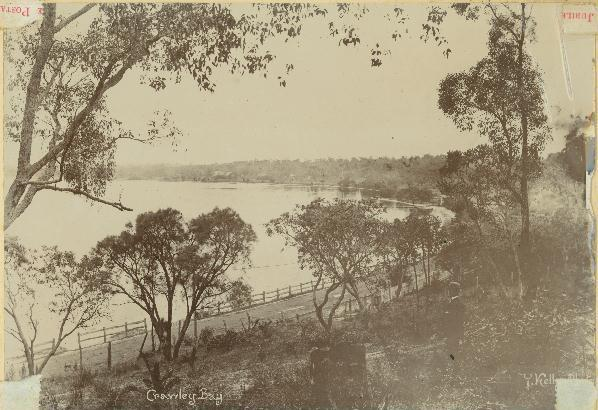
A Crawley-öböl az 1890-es években. Eredetileg a Currie-féle adománybirtok része volt, majd eladták Henry Sutherlandnek, és 1910-ben az állam szerezte meg. 1922-ben a Nyugat-Ausztráliai Egyetemre ruházták át.

Az öböl körüli, mintegy 13 hektáros birtok első európai tulajdonosa, az Ausztrália felfedezésében kulcsszerepet játszó Currie kapitány volt; ebben az időben a területet Eliza-öbölnek hívták. A Pelican Point akkori neve Point Currie volt. A birtokot 1832-ben 100 ₤-ért adták el Henry Sutherland helyettes földmérő és gyarmati kincstárnoknak. Sutherland a földterület nevét édesanyja leánykori neve után Crawley Parkra módosította, így lett az öböl is Crawley-öböl. A birtokot a kormány végül 1910-ben szerezte meg, majd 1922-ben átruházta a Nyugat-Ausztráliai Egyetemre.
Az Amerikai Egyesült Államok Haditengerészetének egy Catalina hidroplánokból álló flottája a második világháború során a Matilda-öbölben állomásozott.
1943-ban a Qantas öt Catalina hidroplánnal repült Ceylon (ma Srí Lanka) és a Matilda-öböl között a Double Sunrise (’’Kettős Napfelkelte’’) repülős szolgálat – a hosszú úton a legénység kétszer látta a Napot felkelni – keretében.

## Fordítás
Ez a szócikk részben vagy egészben  a   Matilda Bay című angol Wikipédia-szócikk ezen változatának fordításán alapul.  Az eredeti cikk szerkesztőit annak laptörténete sorolja fel. Ez a jelzés csupán a megfogalmazás eredetét és a szerzői jogokat jelzi, nem szolgál a cikkben szereplő információk forrásmegjelöléseként.